# Gawler (region)
Gawler är en region i Australien. Den ligger i delstaten South Australia, omkring 36 kilometer norr om delstatshuvudstaden Adelaide. Antalet invånare är 21 590.
Följande samhällen finns i Gawler:
- Gawler
- Evanston Gardens

Trakten runt Gawler består till största delen av jordbruksmark. Runt Gawler är det ganska tätbefolkat, med 116 invånare per kvadratkilometer. Genomsnittlig årsnederbörd är 593 millimeter. Den regnigaste månaden är juli, med i genomsnitt 95 mm nederbörd, och den torraste är december, med 13 mm nederbörd.